# 埃尔莎·伦德施密特
埃尔莎·伦德施密特（德語：Elsa Rendschmidt，1886年1月11日—1969年10月9日），德国女子花样滑冰运动员。她曾代表德国参加1908年夏季奥林匹克运动会花样滑冰比赛，获得女子单人滑银牌。